# Swetła Dimitrowa
Swetła Stefanowa Dimitrowa, później Piszczikowa (Светла Стефанова Димитрова (Пищикова), ur. 27 stycznia 1970 w Burgasie) – bułgarska wieloboistka i płotkarka.
Jest dwukrotną mistrzynią Europy, wicemistrzynią świata z 1997 oraz trzykrotną finalistką: mistrzostw świata (2. w 1997, 5. w 1999 i 4. w 2001) i Europy (1. w 1994, 1. w 1998 i 8. w 2002). Czterokrotnie reprezentowała swój kraj na igrzyskach olimpijskich (1988-2000).

## Najlepsze wyniki w sezonie – 100 m przez płotki
| Rok  | Wiek    | Wynik | Miejsce      | Data        | Wynik na świecie |
| ---- | ------- | ----- | ------------ | ----------- | ---------------- |
| 1993 | 23 lata | 12,71 | Sofia        | 31 lipca    | 5                |
| 1994 | 24 lata | 12,53 | Stara Zagora | 16 lipca    | 1                |
| 1996 | 26 lat  | 12,57 | Stara Zagora | 13 lipca    | 2                |
| 1997 | 27 lat  | 12,58 | Ateny        | 10 sierpnia | 3                |
| 1998 | 28 lat  | 12,56 | Budapeszt    | 23 sierpnia | 4                |
| 1999 | 29 lat  | 12,72 | Sewilla      | 26 sierpnia | 8                |
| 2000 | 30 lat  | 12,78 | Hania        | 14 czerwca  | 11               |
| 2001 | 31 lat  | 12,58 | Edmonton     | 11 sierpnia | 5                |
| 2002 | 32 lata | 13,02 | Monachium    | 8 sierpnia  | 42               |
| 2003 | 33 lata | 13,01 | Stambuł      | 7 czerwca   | 52               |

## Rekordy życiowe
- bieg na 100 m przez płotki – 12,53 najlepszy wynik na świecie w 1994
- siedmiobój lekkoatletyczny – 6658 (1992)[1]